# Прогресс М-32
Прогресс М-32 — транспортный грузовой космический корабль (ТГК) серии «Прогресс», запущен к орбитальной станции «Мир» (ОС). Серийный номер — 232.

## Цель полёта
Доставка на ОС более 2400 килограммов различных грузов, в числе которых топливо, питьевую воду, одежду, баки для системы удаления отходов жизнедеятельности, свежие помидоры, салат, лук, сыр и новогодние подарки, посылки для членов экипажа. Доставка российского и французского оборудования для международной космической программы «Кассиопея».

## Хроника полёта
- 31.07.1996, в 02:20:38.104 (MSK), (23:20:38 UTC) — запуск с космодрома Байконур;
- 02.08.1996, в 22:03:40 UTC — осуществлена стыковка с Базовым блоком ОС «Мир».
- 18.08.1996, в 09:33:45 UTC — осуществлена расстыковка от ОС «Мир»
- 3.09.1996, в 09:35:00  UTC — осуществлена стыковка с ОС «Мир» к стыковочному узлу на агрегатном отсеке служебного модуля «Квант». Процесс сближения и стыковки проводился в автоматическом режиме;
- 20.11.1996, в 22:48:19 (MSK), (20:48:19 UTC) — осуществлена расстыковка от ОС «Мир»;
- 21.11.1996, в 23:30:00 (MSK), (20:30:00 UTC) — окончание существования ТГК.

## Перечень грузов
Суммарная масса всех доставляемых грузов: 2407,8 кг